# Dax Griffin
Pour les articles homonymes, voir Griffin.
Dax Griffin né le 22 mars 1972 à Atlanta, Géorgie (États-Unis), est un acteur américain.

## Biographie
Dax Griffin est connu pour son rôle de Tim Truman dans Sunset Beach de 1997 à 1999, il continue de faire des apparitions dans des séries comme Charmed, Les Experts (CSI: Crime Scene Investigation), Les Experts : Miami (CSI: Miami).
En Septembre 2006, il rejoint Amour, Gloire et Beauté jusqu'en 2007 où son personnage se fait tuer.
Il obtient un rôle récurrent dans Les Frères Scott pour la neuvième saison diffusée en Janvier 2012 sur The CW Television Network.
En 2013, il obtient le rôle d'un chasseur de primes dans la 1re saison de la série Revolution.

## Filmographie

### Cinéma
- 1997 : Men Seeking Women de Jim Milio : Jimmy
- 1998 : Dizzyland (court métrage) de Dennis Hackin : Erickson
- 2001 : Free de Andrew Avery : Skeet
- 2011 : Échange standard (The Change-Up) de David Dobkin : Blow-Dried Goon
- 2013 : 42 de Brian Helgeland : Racist City Island Fan
- 2015 : Ant-Man de Peyton Reed : Young Pym

### Télévision

#### Téléfilms
- 2011 : Natalee Holloway - justice pour ma fille (Justice for Natalee Holloway) de Stephen T. Kay : Wouter
- 2011 : Partners de Yves Simoneau : Derek
- 2011 : Criminal Behavior de Tim Matheson : Brian Hess
- 2012 : Meurtres à Charlotte (Hornet's Nest) de Millicent Shelton : Denny Raines

#### Séries télévisées
- 1997-1999 : Sunset Beach : Tim Truman (255 épisodes)
- 1999 : Le Damné (Brimstone) : Wolfie
- 1999 : Pacific Blue : Nicky Vann (2 épisodes)
- 2000 : Wonderland : Derek Wolf
- 2000 : Opposite Sex : Greg Tillman (3 épisodes)
- 2001 : Les Chroniques du mystère (The Chronicle) : Sam
- 2001 : Les Experts (CSI: Crime Scene Investigation) : Blond Man
- 2002 : Firefly : Bester
- 2003-2004 : La Force du destin (All My Children) : Justin McCoy (6 épisodes)
- 2004 : Les Experts : Miami (CSI: Miami) : Doug Ramsey
- 2005 : Charmed : Carl
- 2005 : Just Legal : Joe Chase
- 2006-2007 : Amour, Gloire et Beauté (The Bold and the Beautiful) : Homeless Man / Shane McGrath (54 épisodes)
- 2007 : Les Experts : Manhattan (CSI: NY) : Steve Kaplan
- 2009 : Drop Dead Diva : Mac O'Brien
- 2010 : Vampire Diaries (The Vampire Diaries) : Bachelor #3
- 2010 : American Wives (Army Wives) : Derrick
- 2011 : Single Ladies : Alex
- 2012 : Les Frères Scott (One Tree Hill) : Mr Scolnik / Le père de Chuck
- 2013 : Revolution : Steve